# سیاست کلیسایی
سیاست کلیسایی ساختار عملیاتی و حکومتی یک کلیسا یا یک فرقه مسیحی است. همچنین به ساختار کاهن (مسیحیت) یک کلیسا و روابط اقتدار بین کلیساها اشاره می‌کند. سیاست کلیسایی ارتباط نزدیکی با کلیساشناسی، مطالعه دکترین و الهیات مربوط به سازمان کلیسا دارد.
سیاست کلیسایی هم به عنوان موضوع حکومت کلیسایی به صورت انتزاعی و هم به عنوان نظام حکومتی خاص یک سازمان مسیحی تعریف می‌شود. این عبارت گاهی در حقوق سنتی مدنی به کار می‌رود.

## پیشینه
مسائل مربوط به سیاست کلیسایی برای اولین بار در فصل‌های اول اعمال رسولان ثبت شده‌است. و «بحث الهیاتی دربارهٔ ماهیت، مکان، و اعمال قدرت در کلیسا» از آن زمان تاکنون ادامه داشته‌است.  اولین اقدامی که پس از عروج عیسی مسیح ثبت شد، انتخاب متیاس به عنوان یکی از حواریون، به جای یهودا اسخریوطی بود. دوازده رسول اولین کسانی بودند که سیاست اسقفی مسیحیت را دنباله‌روی کردند.
در جریان اصلاحات پروتستانی، اصلاح‌طلبان اظهار داشتند که عهد جدید سیاست کلیسایی متفاوتی از نظام اسقفی که توسط کلیسای کاتولیک حفظ می‌شد، تجویز می‌کند و در نتیجه، نهادهای مختلف پروتستان در انواع متفاوت سیاست‌ها سازماندهی شدند.  در این دوره ریچارد هوکر دربارهٔ قوانین سیاست کلیسایی مقالات مهمی نوشت که نخستین مجلد آن در سال ۱۵۹۴ منتشر شد تا از سیاست کلیسای انگلستان در برابر مخالفت‌های پیوریتن‌ها دفاع کند.
از عنوان این اثر است که ممکن است اصطلاح سیاست کلیسایی سرچشمه گرفته شده باشد. با توجه به کلیساشناسی، هوکر اصطلاح سیاست را به حکومت ترجیح داد، زیرا اصطلاح سابق «هم [حکومت] را در بر می‌گرفت و هم هر چیزی را که به نظم کلیسا در ملاء عام تعلق دارد».

## انواع
اگرچه هر کلیسا یا فرقه، ساختار مشخصه خود را دارد، اما چهار نوع کلی از سیاست وجود دارد: سیاست اسقفی (نظام اسقفی)، سیاست سلسله مراتبی، سیاست پروتستانی، و سیاست جماعت‌گرایی (کلیسای کنگره‌گرایان).

### سیاست اسقفی
کلیساهایی که دارای حکومت اسقفی هستند توسط اسقف‌ها اداره می‌شوند. عنوان اسقف از کلمه یونانی epískopos گرفته شده‌است که به عنوان ناظر ترجمه می‌شود. در رابطه با کلیسای کاتولیک، اسقف‌ها بر اسقف‌نشین اختیار دارند. در تقسیمات جغرافیایی حوزه نفوذ شرعی کلیساها، به ناحیه‌ای از یک منطقه مسیحی‌نشین که امورات دینی آن زیر نظر یک اسقف اداره می‌شود اُسقُف‌نشین می‌گویند. که شامل هر دو اختیار مذهبی و سیاسی است. اسقف علاوه بر انجام کهنوت، تأیید (مسیحیت) و دست‌گذاری، بر انجام وظایف روحانی نظارت می‌کند. در واقع اسقف بر روحانیون اسقف‌نشین نظارت می‌کند و روحانی هم در سلسله مراتب کلیسا نماینده اسقف است.
اسقف‌ها در این سیستم ممکن است تابع اسقف‌های بالاتر باشند که به آنها اسقف اعظم، مطران یا پاتریارک گفته می‌شود. آنها همچنین در شوراها یا سینود با دیگر روحانیون ملاقات می‌کنند. هرچند که ممکن است این جلسه‌ها صرفاً مشورتی باشد. همچنین، سیاست اسقفی معمولاً یک سلسله‌مراتب فرماندهی ساده نیست.
سیاست اسقفی الگوی غالب در کلیساهای کاتولیک، ارتدوکس شرقی، کلیسای ارتدکس مشرقی و کلیساهای انگلیکان است. همچنین در برخی از کلیساهای متدیسم و لوتریانیسم و همچنین در میان برخی از سنت‌های پنطیکاستیسم آفریقایی-آمریکایی در ایالات متحده مانند کلیسای خدا در مسیح و کلیسای باپتیست انجیل کامل رایج است. 

### سیاست سلسله مراتبی
برخی از سازمان‌های مذهبی، به‌عنوان مثال «کلیسای ادونتیست‌های روز هفتم»، «شاهدان یهوه»، «سپاه رستگاری» و «کلیسای عیسی مسیح قدیسان آخرالزمان»، سیاست خود را سلسله مراتبی توصیف می‌کنند. در عمل، چنین سیاست‌هایی شبیه به یک سیاست اسقفی هستند، اما اغلب دارای سیستم بسیار پیچیده‌تری از سیاست اسقفی، با چندین بُعد سلسله مراتبی هستند. رهبران، اسقف نامیده نمی‌شوند و در برخی موارد دارای عناوین سکولار مانند رئیس یا ناظر هستند. اصطلاح اسقف ممکن است برای توصیف کارمندانی که نقش‌های رهبری جزئی دارند، مانند رهبر یک جماعت فردی استفاده شود. همچنین ممکن است به عنوان یک نام افتخاری، به ویژه در جنبش تقدس استفاده شود.

### سیاست ارتباطی
بسیاری از کلیساهای متدیسم از مشتقاتی از سیاست اسقفی استفاده می‌کنند که به عنوان ارتباط‌گرایی یا سیاست ارتباطی شناخته می‌شود.  این روش بر وابستگی متقابل اساسی، از طریق مشارکت، مشورت و نظارت تأکید می‌کند. کلیسای سنتی متحد متدیست ، ارتباط را این اصل تعریف می‌کند که «همه رهبران و جماعت‌ها در شبکه‌ای از وفاداری‌ها و تعهدات به هم متصل هستند که از نگرانی‌های محلی حمایت می‌کنند، در عین حال افراد روحانی قابلیت جایگزینی دارند». برخی از کلیساهای متدیست اسقف دارند، اما این افراد به اندازه کلیساهای اسقفی قدرتمند نیستند.

### سیاست پروتستانی
بسیاری از کلیساهای کالوینیسم، مانند پرسبیترینیسم توسط سلسله مراتبی از شوراها (یا دادگاه‌ها) اداره می‌شوند.
پایین‌ترین سطح یک شورا یک کلیسای محلی واحد را اداره می‌کند و شورا جلسه یا تشکل نامیده می‌شود.  اعضای آن را بزرگان می‌نامند. خادم کلیسا (که گاهی از آن به عنوان یک پیر معلم یاد می‌شود) عضو جلسه است و ریاست آن را بر عهده دارد. نمایندگان غیر روحانی (بزرگان حاکم یا به‌طور غیررسمی، بزرگان عادل) توسط جماعت انتخاب می‌شوند. اعضای جلسه نمایندگانی را به شورای عالی سطح بعدی، به نام هیئت رئیسه می‌فرستد.  در برخی از کلیساهای پروتستان، شوراهای سطح بالاتری مانند سینود وجود دارد. هر شورا بر اعضای خود اختیار دارد و از نمایندگان در هر سطح انتظار می‌رود که از قضاوت خود استفاده کنند.
عناصر سیاست پروتستان در کلیساهای دیگر نیز یافت می‌شود. برای مثال، در کلیسای اسقفی پروتستان (ایالات متحده آمریکا)، نمایندگان روحانی توسط کلیساها و در سطح ملی توسط اسقف‌ها انتخاب می‌شوند. قانونگذاری در کنوانسیون عمومی کلیسای اسقفی در ایالات متحده آمریکا مستلزم رضایت جداگانه اسقف و نمایندگان است.

### سیاست جماعت
کلیسای کنگره‌گرایان از مناصب دارای عنوان مانند اسقف به عنوان یک الزام ساختار کلیسا صرف نظر می‌کنند. جماعت محلی خود حکومت کرده، رهبران خود را، اعم از روحانی و غیر روحانی، انتخاب می‌کند، از این رو به عنوان یک «نهاد داوطلبانه خودگردان»، نوعی آنارشیسم مذهبی است. انتصاب رهبران محلی و شوراها توسط مقامات خارج از جماعت روحانی ناشی از یک سیاست بوروکراسی جداگانه است.
ممکن است اعضا کلیسای کنگره‌گرایان به انجمن‌هایی فرستاده شوند که گاه با ارگان‌های کلیسایی که توسط پروتستان‌ها، لوتران‌ها، انگلیکن‌ها و دیگر پروتستان‌های غیر جماعت تشکیل شده‌اند، روبرو شده و مشورت کنند. نه جماعات و نه انجمن‌ها به جز داشتن توانایی خاتمه دادن به عضویت در انجمن هیچ کنترلی بر یکدیگر اعمال نمی‌کنند، بسیاری از کلیساهای جماعتی اصولاً کاملاً مستقل هستند. یکی از استثناهای اصلی، انتصاب روحانیون است، که در آن حتی کلیساهای جماعتی اغلب از اعضای محله یا انجمن شهر دعوت می‌کنند تا کشیشان خود را منصوب کنند.
این یک اصل جماعت گرایی است که روحانی به تنهایی بر جماعت حکم نمی‌کند. آنها ممکن است بر جماعت ریاست کنند، اما این جماعت است که در نهایت قدرت خود را اعمال می‌کند.
کلیساهایی که به‌طور سنتی سیاست جماعتی را اجرا می‌کنند شامل جماعت گرایان، باپتیست‌ها و بسیاری از اشکال مسیحیت غیر مذهبی هستند. به دلیل رواج آن در میان باپتیست‌ها و برجستگی باپتیست‌ها در میان فرقه‌های پروتستان، سیاست جماعت گاهی اوقات سیاست باپتیست نامیده می‌شود.

### سیاست، خودمختاری، و جهان‌گرایی
اگرچه سیاست کلیسا، خادمان و نظم و انضباط انجام امور را تعیین می‌کند، اما لزومی ندارد که بر روابط با سایر سازمان‌های مسیحی تأثیر بگذارد. وحدت یک کلیسا یک دکترین اساسی کلیساشناسی است، اما از آنجا که تقسیمات بین کلیساها فقدان اقتدار متقابل را پیش‌فرض می‌گیرد، سیاست داخلی مستقیماً به نحوه برخورد با این تقسیمات پاسخ نمی‌دهد.
به عنوان مثال، در میان کلیساهای پیرو سیاست اسقفی، نظریه‌های مختلفی بیان شده‌است:
- در ارتدکس شرقی، کلیساهای مختلف خودمختاری خود را حفظ می‌کنند، اما بر اساس آموزه‌های مشترک و مصالحه، به عنوان مثال، اطاعت از اقتدار شوراها، مانند شورای سراسری مسیحیت، کلیساهای مقدس، و شورای دائمی سابق، مجمع عمومی اندموسا، متحد می‌شوند.
- کلیسای کاتولیک رومی خود را به عنوان یک دولت واحد می‌داند که عالی‌ترین مقام زمینی آن پاپ است.
- در آنگلیکانیسم کلیساها خودمختار هستند، اگرچه اکثریت اعضا از نظر سازمانی در عشای آنگلیکان متحد هستند، که هیچ اختیار دولتی ندارد.

### کثرت و یکتایی
کثرت به سیستم‌های سیاست کلیسایی اشاره دارد که در آن تصمیمات کلیسای محلی توسط کمیته‌ای گرفته می‌شود که معمولاً پیران نامیده می‌شود. این سیستم در تضاد با «یکتایی» نظام‌های سیاسی اسقفی است که در کلیساهای کاتولیک رومی، ارتدوکس شرقی، و کلیساهای آنگلیکن یا سیستم کشیش/رئیس برخی از کلیساهای پروتستان استفاده می‌شود.
کثرت بزرگان معمولاً با تنوع عمل در میان پروتستان‌ها، برخی کلیساهای پنطیکاستی و کلیساهای مسیح، مریدان مسیح و کلیسای برادران پلیموث (که از سیاست جماعت استفاده می‌کنند) تشویق می‌شود. این عمل مدعی سابقه کتاب مقدس است، و تصدیق می‌کند که کلیساها در زمان عهد جدید به نظر می‌رسد که همه دارای مشایخ متعدد بوده‌اند.